# 落瓣短柱茶
落瓣短柱茶（学名：Camellia kissi）是山茶科山茶属的植物。分布于不丹、中南半岛、锡金、尼泊尔、印度以及中国大陆的云南、广西、广东及海南等地，生长于海拔840米至2,000米的地区，多生长于常绿阔叶林中、山谷密林下、山坡常绿阔叶林中或杂木林中，目前尚未由人工引种栽培。

## 别名
落瓣油茶（中国高等植物图鉴）

## 异名
- Camellia confusa Craib
- Camellia euonymifolia (Hu) C. Y. Wu
- Camellia kissi Wall. var. confusa (Craib) Ming
- Camellia oleifera Abel var. confusa (Craib) Sealy